# Ehi ci stai
Ehi ci stai è un album del 1980 di Goran Kuzminac.

## Il disco
L'album (tranne tre canzoni) viene registrato agli Stone Castle Studios di Carimate, ed il tecnico del suono è Maurizio Peverali; il mixaggio è invece effettuato negli studi Fonit Cetra di Milano (dove viene anche registrata e sovrapposta l'orchestra d'archi) da Ruggero Penazzo e Shel Shapiro, produttore ed arrangiatore del disco.
Ehi ci stai è invece registrata nello Studio B della RCA Italiana, mentre Stasera l'aria e fresca e Passeggiata allo Studio E; per questi tre brani il tecnico del suono è Enzo Martella, il produttore è Italo Greco, gli arrangiatori Greco e Gaio Chiocchio e l'arrangiatore dell'orchestra d'archi è il maestro Puccio Roelens.
In occasione del Q concert realizzato con Ivan Graziani e Ron, verrà reincisa Tempo.
Questo album è stato ripubblicato nel 1998 con 4 bonus track, di cui due, "Stasera l'aria è fresca" e "Passeggiata", sono i due brani pubblicati nel 1978 su 45 giri dalla Una sors coniunxit.

## Tracce
LATO A
1. Ehi ci stai - 3:04 (musica: Goran Kuzminac; testo: Goran Kuzminac; Gianfranco Baldazzi)
2. Tempo - (musica: Goran Kuzminac; testo: Shel Shapiro) 3:28
3. L'uomo nel grano (musica e testo di Goran Kuzminac) 3:44
4. FF.SS. (musica e testo di Goran Kuzminac) 2:51
5. Sai com'è - 3:18

LATO B
1. Margherita si sposa (musica e testo di Goran Kuzminac) 3:26
2. Marciapiedi (musica e testo di Goran Kuzminac) 3:22
3. Donna mia donna - 4:19
4. Breve - 1:49
5. Stasera l'aria è fresca n.2 - 3:29
6. Saluto - 0:38

BONUS TRACKS SU CD (1998)
1. Margherita si sposa n.2 - 3:30
2. Donna mia donna n.2 - 4:37
3. Passeggiata - 3:50
4. Stasera l'aria è fresca (vers 7") - 3:31

## Formazione
- Goran Kuzminac – voce, chitarra acustica, tastiera
- Beppe Sciuto – batteria
- Guido Podestà – fisarmonica (in Ehi ci stai, Stasera l'aria è fresca, Passeggiata)
- Paolo Donnarumma – basso
- Shel Shapiro – tastiera, sintetizzatore
- Luciano Ciccaglioni – chitarra elettrica, mandolino (in Ehi ci stai, Stasera l'aria è fresca, Passeggiata)
- Claudio Bazzari – chitarra elettrica
- Enzo Martella – percussioni (in Ehi ci stai, Stasera l'aria è fresca, Passeggiata)
- Aldo Banfi – sintetizzatore, ARP
- Derek Wilson – batteria (in Ehi ci stai, Stasera l'aria è fresca, Passeggiata)
- Renè Mantegna – percussioni
- Dino Kappa – basso (in Ehi ci stai, Stasera l'aria è fresca, Passeggiata)
- Paolo Salvi – violoncello
- Gian Maria Berlendis – violino
- Renato Riccio – viola
- Rudy Meledandri – tromba
- Giorgio Baiocco – sassofono tenore, sax alto
- Edmondo Crisafulli – fagotto
- Alessandro Ferrero – corno inglese
- Julie Scott, Lella Prudente, Simon Luca, Pino Ferro, Marco Ferradini – cori